# Лейла (Эстония)
Ле́йла (эст. Leila), на местном диалекте также Ля́йла (Läila) — деревня в волости Ляэне-Нигула уезда Ляэнемаа, Эстония.
До реформы местных самоуправлений Эстонии 2017 года входила в состав волости Кулламаа.

## География и описание
Расположена в 28 километрах к востоку от уездного центра — города Хаапсалу. Расстояние до волостного центра — посёлка Таэбла — 18 километров. Высота над уровнем моря — 38 метров.
Климат умеренный. Официальный язык — эстонский. Почтовый индекс — 90704.

## Население
По данным переписи населения 2021 года, в Лейла насчитывалось 57 жителей, все — эстонцы.
По данным переписи населения 2011 года, в деревне насчитывалось 54 жителя, все — эстонцы.
Численность населения деревни Лейла:
| Год  | 1959 | 1970 | 1979 | 1989 | 2000 | 2002 | 2006 | 2011 | 2016 | 2021 |
| ---- | ---- | ---- | ---- | ---- | ---- | ---- | ---- | ---- | ---- | ---- |
| Чел. | 117  | ↘ 88 | ↘ 62 | ↘ 53 | ↘ 47 | ↘ 46 | ↗ 53 | ↗ 54 | ↗ 59 | ↘ 57 |

## История
В письменных источниках первой четверти XVI века упоминается Leula, Lailis, 1689 года — Leiles, 1798 года — Leilis (мыза).

## Предпринимательство
В деревне работает несколько микро-предприятий, в частности, два предприятия на хуторе Кока: Koka Pere OÜ и Toht Brewery OÜ. Первое с 2009 года занимается выращиванием овощей и разведением кроликов. Второе, основанное в 2016 году, в бывшей мастерской колхоза «Кулламаа» открыло пивоварню и с 2019 года производит пиво.
Общество охотников и рыболовов Кулламаа построило в деревне охотничий домик.

## Происхождение топонима
Лингвисты Института эстонского языка считают, что, возможно, основой для образования топонима послужило личное имя Ляуле, Ляулин (Läule, Laulin). Это сокращённые формы мужского имени Николаус (Nikolaus).

## Комментарии
1. ↑  Эстонские топонимы, оканчивающиеся на -а, не склоняются и не имеют женского рода (исключение — Нарва)[9].